# Abaz Kupi
Abaz Kupi vagy Abas Kupi, ragadványnevén Bazi i Canës (Kruja környéke, 1892. február 6. – New York, 1976. január 9.) albán politikus, második világháborús fegyveres ellenálló, gerillaparancsnok.
A szegényparaszti családból származó, iskolázatlan Kupi a két világháború közötti időszakban csendőrtiszti karriert futott be, majd Albánia 1939. április 7-ei olasz megszállása idején Durrës hősies védelmével vívott ki magának hírnevet. Rövid és kényszerű emigrációt követően 1941 áprilisában titokban tért vissza hazájába, és szűkebb pátriájában, Kruja környékén és a Mat-vidéken gerillaparancsnokként szervezte a fegyveres ellenállást. Bár ő maga monarchista volt és a trónfosztott I. Zogu hatalmának visszaállításáért küzdött, 1942 szeptemberében beválasztották az Albán Kommunista Párt által szervezett Nemzeti Felszabadítási Mozgalom legszűkebb vezetőségébe. Egy évvel később, 1943 szeptemberében beszüntette tevékenységét a mozgalomban, novemberben pedig Törvényesség néven megalapította legitimista politikai szervezetét. Kupi a megszállók elleni harc mellett fokozatosan belesodródott az antikommunista küzdelembe is, és 1944-re gyakorlatilag a tiranai bábkormányokkal és a velük kollaboráló Nemzeti Fronttal karöltve a kommunista partizánok politikai és katonai túlereje ellen harcolt. 1944 októberében elmenekült az országból, vezető feladatot vállalt az emigráció egyik legfontosabb politikai testülete, a Szabad Albánia Nemzeti Bizottság munkájában. Egyesült államokbeli emigrációban halt meg nyolcvanhárom éves korában.

## Életútja
Abaz Kupi egy Kruja vidéki faluban született, szegény sorban élő paraszti családban. Iskolai képzésben nem vett részt, az 1940-es évek beszámolói is kiemelték írástudatlanságát. Már fiatal korában fegyverforgató ember hírében állt, korán elterjedt ragadványneve Bazi i Canës volt. Ennek első tagja az Abaz becéző formája, második tagja pedig Cana nevű édesanyjára utalt, jelentése kb. ’Cana fiacskája, Bazi’.
Albánia 1912. évi függetlenné válását követően az első nemzeti kormánnyal szembehelyezkedő közép-albániai nagybirtokos, Esat Toptani híveinek köréhez tartozott. Miután Toptanit az Albán Fejedelemség uralkodója, Vilmos fejedelem 1914 májusában száműzte, és hívei kirobbantották a közép-albániai felkelést, Abaz Kupi szoros kapcsolatban állt a lázadás egyik vezetőjével, Haxhi Qamilival. Qamilit 1915 augusztusában felakasztották, Kupi pedig feleségül vette özvegyét.
Az 1920-as évek pártharcaiban az Amet Zoguval szembenálló Mustafa Kruját támogatta. 1925-ben Zogu Kruja csendőrparancsnokává nevezte ki Kupit, ami enyhülést hozott kapcsolatukba, és fokozatosan Zogu hívévé tette őt.

### Durrës védelme (1939)

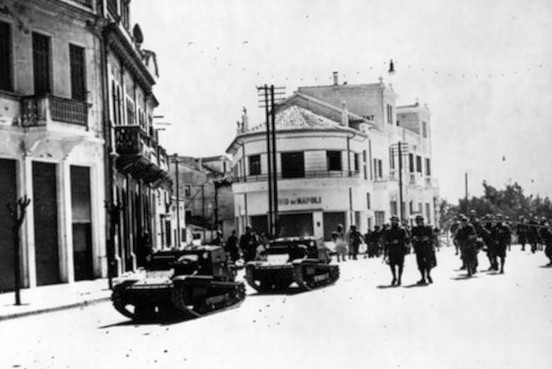
Megszálló olasz csapatok Durrësban 1939 áprilisában

Albánia olasz megszállásának előestéjén Abaz Kupi őrnagyi rangban Durrës csendőrparancsnoka volt. Az uralkodó, I. Zogu 1939. április elején kiadott parancsa értelmében a küszöbön álló partra szállásra, a tengerparti város védelmére készült. Kupi krujai fegyvereseit is Durrësba rendelte, emellett egy kisebb kormányalakulat is a segítségére sietett, valamint a durrësiak egy kisebb csoportja is fegyvert ragadott, így április 6-án vezetése alatt a város fölötti dombon kiépített lőállásokban már 360 albán várta az olaszok partra szállását.
1939. április 7-én, hajnali 5 órakor meg is jelentek a olasz hadihajók a durrësi kikötőben, és megindult a feketeingesek kihajózása. Kupi parancsára az albánok megvárták, amíg nagyobb létszámú olasz éri el a mólót, és csak ezután nyitottak rájuk tüzet. Tűzerejük a kormánycsapatok géppuskáinak köszönhetően meglepték az olaszokat, akik halottaikat hátrahagyva fejvesztve menekültek vissza hajóikra, eközben egyik csónakjuk is felborult. A jelenet még ötször megismétlődött, bár csakhamar az olasz hadihajók is Durrës felé fordították fegyvereiket és lőtték a várost. Idővel e védőtűzben páncélos járműveket is sikerült partra tenniük, 7:20-kor pedig az olasz légi támogatás is a város fölé érkezett. Az olaszok hatodik partra szállási kísérletét végül siker koronázta, ezt követően Durrës utcáin folyt tovább a tűzharc. Végül csaknem ötórányi küzdelmet követően, 9:30-kor elhalkultak a fegyverek.
Abaz Kupi és harcosainak hősies ellenállása ugyan nem állította meg a hatalmas túlerőt, de mindenki számára váratlanul megakasztotta az agresszorok hadi gépezetének lendületét. Ez nem mellesleg azt is lehetővé tette, hogy I. Zogu biztonságosan elhagyhassa a közeli albán fővárost, Tiranát, és külföldre távozzon. Az olasz katonai jelentések szerint a durrësi tűzharcban 25 olasz esett el, további 97 pedig megsebesült, a helyi szemtanúk azonban legkevesebb 400 elesett olaszt említettek beszámolóikban, szemben az albán védők 160 fős vérveszteségével.

### A fegyveres ellenállás szervezése (1940–1942)
A durrësi tűzharcban Kupi ugyan szintén megsebesült, de sikerült elhagynia a várost, és Koszovón keresztül Isztambulba távozott, ahol csatlakozott I. Zogu emigráns köreihez. A brit titkosügynökség, a Secret Intelligence Service 1940 elején felvette a kapcsolatot Kupival, benne látták ugyanis a megszállók elleni albániai fegyveres küzdelem egyik kulcsfiguráját. Hívásukra Kupi tavasszal Belgrádba utazott, ahol a Special Operations Executive tisztjei, Dayrell Oakley-Hill és Julian Amery titkos tárgyalássorozatot szerveztek a leendő ellenállás vezetőinek részvételével. Az Ellenállási Egységfront (Fronti i Bashkuar i Rezistencës) néven létrehozott titkos szervezet megalapításában az I. Zogu hatalmának visszaállításáért küzdő Kupi mellett részt vett a koszovói nacionalista Gani Kryeziu, a szintén zogista Xhemal Herri, a kommunista Mustafa Gjinishi és a lumai törzsfő Muharrem Bajraktari. A britek mellett a jugoszláv kormány támogatását is élvező tervük lényege az volt, hogy Albániába visszaszivárogva hadsereget szerveznek, és gyors katonai győzelmekkel maguk mellé állítják a fegyverre fogható albánok tömegeit.
1941. április 7-én – szimbolikus jelentőségű napon, az olasz megszállás második évfordulóján – Kupi és társai háromszáz fegyveressel átlépték a jugoszláv–albán határt. Bár fegyverzetük elmaradott volt és modern hadi technikai eszközökkel sem rendelkeztek, az északalbán muszlim törzsek támogatták kezdeményezésüket, és az Ellenállási Egységfront pár nap elteltével már ezer fegyverest tudhatott maga mögött. Shkodra városáig előrenyomulva megsemmisítettek ugyan néhány kisebb olasz őrjáratot, ott azonban az olaszpárti katolikus törzsek ellenállásába ütköztek, és visszahúzódtak saját területeikre.
Egy héten belül nyilvánvalóvá vált, hogy a fegyveres felkelés ötlete elbukott, a felkelősereg feloszlott. Kupi visszatért szülőföldjére, a Kruja hátországában elterülő Mat-vidékre, és gerillaseregének megszervezésébe fogott. Az elkövetkező időszakban több kisebb hadi sikert elkönyvelhettek. 1942. április 5-én Kupi gerillái felrobbantották az olaszok mamurrasi fegyver- és lőszerraktárait, majd a feketeingesek egy alakulatával is összecsaptak, aminek során Kupi több emberét elveszítette. 1942. június 4-én Lezha mellett egy másik olasz alakulattal csaptak össze, akik végül Lezhában kerestek menedéket a gerillák elől. 1942. augusztus 30-a éjszakáján emberei a kézjegyével ellátott proklamációt ragasztottak tiranai épületek falaira, amelyben I. Zogu nevében Kupi fogadalmat tett arra, hogy minden a megszállók által kivégzett albán hazafiért két olasz megszálló és egy albán kollaboráns fog az életével fizetni. Szeptember 7-én a tirana–elbasani úton egy motorizált konvojt, Damjan mellett pedig egy carabinieriosztagot semmisítettek meg, egyetlen napon 64 fős emberveszteséget okozva az olaszoknak.
Csaknem másfél év elteltével, 1942 őszére Abaz Kupi a Mat-vidék mellett a főváros, Tirana környékének egy részét is megtisztította az olasz megszálló alakulatoktól.

### A Nemzeti Felszabadítási Mozgalomban (1942–1943)

A Nemzeti Felszabadítási Mozgalom zászlaja

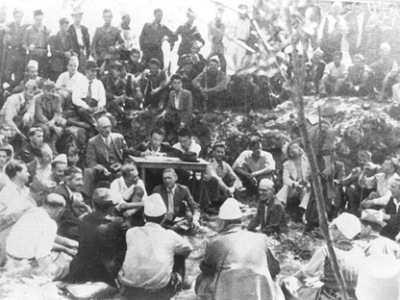
Pillanatkép az 1943. augusztusi mukjei találkozóról

Az albániai fegyveres ellenállás meghatározó ereje, az előző évben megalakult Albán Kommunista Párt 1942 szeptemberére titkos gyűlést szervezett. A végül szeptember 15–16-án lezajlott pezai konferenciára azzal a deklarált céllal került sor, hogy politikai irányultságra való tekintet nélkül az ellenállásban részt vevő politikai és katonai szervezeteket egy zászló alatt egyesítse. Az eseményre meghívást kapott a Mat-vidék gerillaparancsnoka, Abaz Kupi is. A konferencia a Nemzeti Felszabadítási Mozgalom megalapításával zárult, amelynek vezetésével a nyolctagú főtanácsot bízták meg; ennek alelnöke Abaz Kupi lett. Az Enver Hoxha vezette, a dél-albániai ellenállást domináló kommunisták számára fontos szempont volt, hogy az általuk szervezett mozgalom ha csak látszólagosan is, de össznemzeti színezetet kapjon. Éppen ezért a legitimista észak-albániai gerillapancsnok, Kupi megnyerése a közös szervezet ügyének akkora fegyverténynek számított, hogy Hoxha késedelem nélkül diadalittas cikkben számolt be róla a kommunista párt illegális lapjában, a Zëri i Popullitban.
Időközben az olasz hatóságok Abaz Kupi és fegyvertársa, Muharrem Bajraktari családtagjait – köztük Kupi kilencéves lányát és hétéves fiát – Olaszországba internálták, hogy így törjék meg észak-albániai fegyveres akcióikat. Kupi és Bajraktari ellenállása azonban tovább erősödött és 1942 végére Baba Faja Martaneshi gerillaseregével kiegészülve a Mat-vidék mellett már Martanesh régióját is megtisztították a megszállóktól.
Az 1943. júliusi második labinoti konferencián Kupit beválasztották a márciusban megalakított Nemzeti Felszabadítási Hadsereg vezérkarába, 1943. augusztus 1–2-án pedig a Nemzeti Felszabadítási Mozgalom Ymer Dishnica vezette delegációjának tagjaként részt vett a mukjei titkos találkozón is. Az eseményen megjelentek a rivális Nemzeti Front képviselői is, akikkel megegyeztek abban, hogy ezt követően a megszállók elleni harcot közösen folytatják.
A mukjei egyezmény hírét azonban a kommunista vezetők, különösen Enver Hoxha, tajtékzó haraggal fogadták mint a Nemzeti Front előtti elvi és politikai kapitulációt, és egy hónapon belül semmisnek nyilvánították. Abaz Kupi mindezt annak jeleként értékelte, hogy a kommunisták a nemzeti ellenállás kisajátítására, politikai és katonai hegemóniára törekszenek, így a Nemzeti Felszabadítási Mozgalom szeptemberben megrendezett újabb labinoti konferenciáján már meg sem jelent.

### A Törvényesség élén, a kommunisták ellen (1943–1944)
Kupi ezt követően, bár formálisan továbbra is a Nemzeti Felszabadítási Mozgalom tagja maradt, egy legitimista politikai párt szervezésébe fogott, amelynek célja I. Zogu hatalmának visszaállítása és a korábban kapitulált olaszok helyébe megszállóként érkező Harmadik Birodalom elleni fegyveres küzdelem volt. Egy szeptember 18-án köröztetett röpirata szerint akkor még Nemzeti Zogista Párt lett volna a szervezet neve, végül azonban 1943. november 21-én a Tirana melletti Zall i Herrit faluban Törvényesség néven alapították meg mozgalmukat. A párt vezetésében Kupit régi zogista fegyvertársai, Xhemal Herri és Muharrem Bajraktari segítették, de a vezetőségben helyet kapott Fiqri Dine és Cen Elezi, valamint számíthattak a Zoguhoz hű északalbán törzsfők támogatására is.

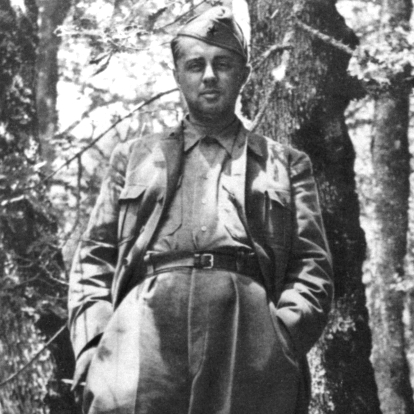
Enver Hoxha 1944-ben

A kommunisták által dominált ellenállási mozgalomban a Nemzeti Front mellett harmadik szereplőként jelent meg az Abaz Kupi vezette Törvényesség. Enver Hoxha és az általa irányított Albán Kommunista Párt azonban 1943 szeptembere óta kétfrontos harcra rendezkedett be: a megszállók elleni küzdelem mellett ellenségnek, áruló kollaboránsnak nyilvánították a Nemzeti Frontot és a Törvényességet is. Hoxha tizenöt hónappal az Abaz Kupi megnyerését diadalmasan hírül adó újságcikke után, 1943 végén egy újabb vezércikket írt a Zëri i Popullitba, amelyben egykori szövetségesét, Kupit már mint hazaárulót, Zogu kutyáját bélyegezte meg. A két egykori fegyvertárs, Hoxha és Kupi 1943. december 7-én találkoztak utoljára Shëngjergjben, de a politikai különbségek olyan élesek voltak céljaik között, hogy a békétlenkedést feloldani nem tudták. Ezt követően a Nemzeti Felszabadítási Mozgalom de iure, rendeletileg is kizárta Abaz Kupit tagjainak sorából és a Nemzeti Felszabadítási Hadsereg vezérkarából, a Törvényességet pedig formálisan is áruló szervezetnek, megsemmisítendő ellenségnek bélyegezte meg.
Kupi a Nemzeti Felszabadítási Mozgalom elhagyása után és a Törvényesség szervezésével párhuzamosan a fegyveres harcot sem helyezte háttérbe. 1943. szeptember 22–23-án emberei élén lerohanta Kruját, és súlyos vérveszteségeket okozva a német alakulatoknak elfoglalta a várost. Sikereit látva a Special Operations Executive (SOE) tisztjei november 8-ára találkozót szerveztek Shëngjergjben a Nemzeti Front képviselőivel és Kupival egyaránt. Ennek során a Törvényesség vezetője arról tájékoztatta őket, hogy 3 ezer zogista fegyveres áll mögötte a német megszállók elleni harcban, egyúttal a britektől ígéretet kapott arra, hogy lőfegyverekkel és tüzérségi technikával fogják küzdelmeit segíteni.
Az ezt követő időszakban a SOE gondoskodott arról, hogy Abaz Kupi mellett állandó összekötőtisztek – Julian Amery, Neil „Billy” McLean és David Smiley – teljesítsenek szolgálatot. A brit hírszerzésnek ugyan továbbra is érdekében állott az albániai hadszíntér legütőképesebb ellenálló szervezetének, a kommunista Nemzeti Felszabadítási Mozgalomnak a támogatása, ugyanakkor igyekeztek úgy alakítani az eseményeket, hogy a háború lezárulásakor ne a kommunisták legyenek hatalmi pozícióban. A kommunista hegemóniával harcra kelő, nacionalista és legitimista politikai szervezetek támogatását ugyanakkor Enver Hoxha és elvtársai rossz szemmel nézték, ami tovább növelte a testvérháborús feszültséget a németek elleni küzdelem frontvonala mögött. Ezt látva a SOE tisztei kísérletet tettek arra is, hogy Kupit és politikai szervezetét visszatereljék a Nemzeti Felszabadítási Mozgalom kebelébe, ezek a próbálkozások azonban eleve kudarcra voltak ítélve. Ezzel párhuzamosan Kupi brit összekötőin keresztül 1944 januárjától azt sürgette, hogy az emigrációban tartózkodó I. Zogu azonnal alapítson emigráns kormányt, az ugyanis elsősorban ösztönzően hatna az Albániában folyó fegyveres ellenállásra, másfelől legitimálná a status quo háború utáni visszaállítását, I. Zogu visszakerülését a hatalomba. A britek, bár eleinte nem zárkóztak el attól, hogy ezt a politikai programot megfontolásra továbbítsák a trónja fosztott királynak, végül azonban szabotálták Kupi kérését. Attól tartottak, hogy I. Zogunak mint az albán nemzeti egység képviselőjének megjelenése a nemzetközi sajtóban elidegenítené a szövetségesektől és a szovjetek karjaiba terelné a Nemzeti Felszabadítási Mozgalom kommunista vezetőit.
A brit mesterkedéseket látva Abaz Kupi különös játszmába kezdett. Egyfelől felfüggesztett minden harci aktivitást, majd 1944. április 6–7-e körül ultimátumot intézett a szövetségesekhez, amelynek értelmében ő és a mögötte álló „25 ezer fegyveres” addig nem veszi fel újra a harcot a német megszállókkal szemben, amíg a szövetséges hatalmak hivatalosan is el nem ismerik I. Zogu királyt Albánia és az albán érdekek egyedüli jogos képviselőjének, valamint az általa alapítandó emigráns kormányt Albánia tényleges végrehajtó hatalmának. Bár a mellé rendelt brit összekötők mindent megtettek ultimátuma komolyan vételére, az elkövetkező időszakban mindkét fél részéről homályos, megfoghatatlan ígéretek hangoztak el, érdemi diplomáciai, politikai vagy katonai lépések nélkül.
Május 23-án Kupi arról tájékoztatta brit összekötőit, hogy abban az esetben ismét felveszi a fegyvert a németek ellen, amennyiben erre I. Zogutól kap parancsot. Eddigre azonban Kupi már elveszítette alkupozícióit: hónapok óta nem dördült el egyetlen fegyver sem a Törvényesség ugyancsak megfogyatkozott táborából, megmaradt fegyvertársai csekély politikai tőkével rendelkeztek, újjászervezésük, fegyverrel és lőszerrel való ellátásuk hatalmas anyagi áldozattal járt volna. Ezzel szemben a kommunisták időközben gyakorlatilag felszabadították Dél-Albániát és május végén Përmetben megalakították ideiglenes kormányukat is. 1944. június közepére a SOE kísérletei arra, hogy Kupit a németek elleni küzdelemre bírják, kifulladtak, arról nem beszélve, hogy az ellenállás eddigre Kupi számra is másodlagos jelentőségűvé vált. A fő játszma már akörül forgott, hogy a háború lezárultával kié lesz a hatalom Albániában. Enver Hoxha számára elsőrendű kérdés volt, hogy hatalmát biztosítandó felmorzsolja a nacionalista ellenállók észak-albániai tűzfészkeit, Abaz Kupi pedig korábbi elveit félretéve a kollaboráns albán kormánnyal és a Nemzeti Fronttal kereste az együttműködési lehetőséget.
Az antikommunista erők 1944. június 15-ei tufinai titkos találkozóján elfogadták Kupi javaslatát arról, hogy a korábban a Törvényesség vezetői közé tartozó Fiqri Dine alkosson nemzeti egységkormányt, amire július 19-én sor is került. Eddigre azonban nagyot változott Albánia katonai térképe, 1944. június 30-án sor került a kommunista partizánok és Kupi gerilláinak első összecsapására, július 6-án pedig a partizánok hadmozgása nyomán tűzbe borultak a Mat-vidék Kupival szimpatizáló falvai és uradalmai. Bár ezt követően rövid időre egyfajta állóháború alakult ki a Burrelban főhadiszállását berendező Kupi és ellenségei között, azonban miután keletről az országhatárt átlépő jugoszláv kommunista partizánok érkeztek albán elvbarátaik megsegítésére, a kommunisták és legitimisták közötti összecsapások, ha szórványosan is, de kiújultak. Egyre szorultabb helyzetében Kupi tetteit az elkövetkező hónapokban nehezen követhető, kétségbeesés szülte döntések jellemezték. Július végén lőszer- és hadtápellátást kért és kapott a megszálló németektől a kommunisták elleni harcában. Miután augusztus 10-én már a közvetlenül Burrel alatt lévő partizánbrigáddal kellett összecsapnia, és csak kis szerencsével tudta megtartani a várost, azzal a kérdéssel fordult a Dine-kormány tagjaihoz, hogy kormánypozícióikról lemondva ők is csatlakozzanak fegyveres harchoz. Augusztus 26-án Fiqri Dine jelezte a brit hírszerzésnek is, hogy Kupi ajánlatát elfogadják, a SOE vezérkara azonban már válaszra sem méltatta az újabb fejleményeket, a kommunista hatalomátvétel ekkor már küszöbön álló valóság volt. Kupi és társai sem anyagi segítségben, sem fegyverellátmányban nem reménykedhettek.
Ebben a reménytelen helyzetben, amikor az események árját már lehetetlen volt megállítani, Kupi végül meghozta a döntést, hogy a szövetségesi támogatás reményében a németek ellen fordítja a fegyvert. Szeptember 6-án sikeres támadást hajtott végre egy kisebb német alakulat ellen, szeptember 12–13-án pedig kétszáz embere élén, és a ballista Abas Ermenji száz fegyveresével kiegészülve egy kilenc teherautóból álló német konvojon ütött rajta Mamurrasnál; a csupán negyedóráig tartó mészárlást két német katona élte túl. Mindez azonban már semmilyen jelentőséggel nem bírt a hadi helyzet alakulására nézve. A SOE szeptember 19-én végleg visszarendelte összekötőit Kupi mellől, ezzel hivatalosan is sorsára hagyták, a partizánok pedig Burrel után szeptember 8-án Kruját is elfoglalták, Kupi házát pedig porig égették. Abaz Kupi ezt követően sem adta fel a reményt. 1944. szeptember 21-én a még kezén maradt Prezában tanácskozást szervezett az antikommunista erők részvételével. A megbeszélés során döntést hoztak arról, hogy ideiglenes kormányt alakítanak Midhat Frashëri vezetésével, amely a német kivonulás után jogot formálhat az ország vezetésére. A tervek szerint Abaz Kupi a hadsereg-parancsnoki tisztség várományosa lett volna. Mindez azonban a katonai és politikai helyzet ismeretében egy utolsó kétségbeesett lépés volt merőben illuzórikus tervekkel. Három héttel később, október 15-én a kommunista partizánok Prezát, Abaz Kupi utolsó menedékét is elfoglalták.
1944. október 27-e éjszakáján Kupi hatodmagával – két fia, Petrit és Rustum, titkára és testőre, valamint Ihsat Toptani társaságában – a Mat torkolatánál csónakra szállt azzal a céllal, hogy az Adrián át Olaszországba szöknek. Feleségét leányaival és legkisebb fiával Shkodra környéki barátok gondoskodására bízta. Noha reggelre már látták a brindisi partokat, a csónakmotor hirtelen felmondta a szolgálatot, és az erős part felőli hullámzás a nyílt tengerre sodorta csónakjukat.Napokon keresztül étlen-szomjan hányódtak a tengeren, amikor november 5-én végül egy szövetséges aknászhajó véletlenül rájuk bukkant és bárkájukat bevontatta Brindisi kikötőjébe.

### Emigrációban
A britek szövetségesükként kezelték Kupit, és Enver Hoxha meg-megismétlődő követelésére sem voltak hajlandóak kiadni őt Albániának. Az Albán Kommunista Párt végül követséget menesztett Nápolyba, hogy Kupi kiadatását kérjék a szövetségesektől, de ekkor sem jártak sikerrel. Az elkövetkező években Abaz Kupi az albán állampárt legkeresettebb ellenségei közé tartozott, az államrendőrség, a Sigurimi költségeket nem kímélve gondoskodott Abaz Kupi folyamatos megfigyeléséről.
Kupi nem sokáig maradt Olaszországban. 1945 augusztusának elején Egyiptomban telepedett le, és Kairóban megkísérelte egy I. Zoguhoz hű emigráns kormány megalakítását – nem sok sikerrel. Később csatlakozott az antikommunista emigráns körök kezdeményezéséhez, és 1949. augusztus 26-án jelen volt Párizsban a Szabad Albánia Nemzeti Bizottság megalakításakor. Hasan Dostit és őt jelölték a szervezet elnöki tisztségére, de Kupi végül alulmaradt és a bizottság alelnöke lett. Igazán aktívan azonban már nem vett részt az albán emigráció életében, visszavonultan élt, utolsó nyilvános megjelenéseire I. Zogu 1961. áprilisi párizsi temetésén, majd Leka herceg 1975. októberi biarritzi esküvőjén került sor.
Időközben 1968-ban az Amerikai Egyesült Államokban, New York Brooklyn városnegyedében telepedett le. Ott érte a halál nyolcvanhárom éves korában. Temetésére a queensi Maple Grove temetőben került sor, utolsó útjára több ezren elkísérték, búcsúztatásának fő szónoka pedig egykori összekötőtisztje, Julian Amery volt.